# Gitta Uhlig
Gitta Uhlig, bürgerlich Jauch (* 17. Dezember 1960; † 15. September 2018) war eine deutsche Casterin. Uhlig wurde durch ihre Besetzung der Serien Der Dicke, Die Kanzlei und Der Alte bekannt.

## Leben
1995 besetzte Uhlig erstmals für die Serie Gezeiten der Liebe. Es folgten mehr als 170 Produktionen für Film und Fernsehen, an denen sie beteiligt war.
Gitta Uhlig war verheiratet und lebte mit ihrem Mann in Hamburg.
Am 15. September 2018 starb Uhlig an einer „dämonischen Krankheit“, wie ihre Kollegin Susanne Marquardt mitteilte. Der 2019 ausgestrahlte Film Weil du mir gehörst ist ihr gewidmet.

## Filmografie (Auswahl)
- 2005–2012: Der Dicke
- 2012–2018: Die Kanzlei
- 2014–2019: Der Alte
- 2017: Der Amsterdam-Krimi – Tod in der Prinzengracht
- 2017: Tatort – Schlangengrube